# 热尔
热尔（法語：Ger，法語發音：[ʒɛʁ]）是法国大西洋比利牛斯省的一个市镇，位于该省东部，属于波城区。

## 地理
热尔（43°15'11"N, 0°3'6"W）面积31.49 平方千米，位于法国新阿基坦大区大西洋比利牛斯省，该省份为法国东南部省份，涵盖了贝阿恩与北巴斯克，西临大西洋比斯開灣，北至朗德省，东北接热尔省，东临上比利牛斯省，南与西班牙接壤。
与热尔接壤的市镇（或旧市镇、城区）包括：阿泽雷克斯、加代尔、伊博斯、吕凯、奥鲁瓦、奥桑、阿斯特、蓬松代叙、蓬塔克。

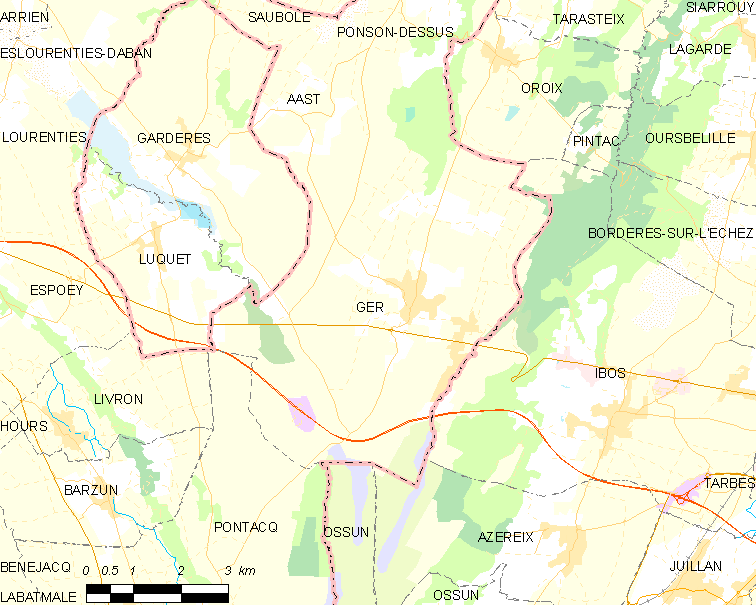
热尔的OSM定位图

热尔的时区为UTC+01:00、UTC+02:00（夏令时）。

## 行政
热尔的邮政编码为64530，INSEE市镇编码为64238。

## 政治
热尔所属的省级选区为乌斯河与拉关河河谷县。

## 人口

1962-2008年间热尔人口变化图示

热尔于2022年1月1日时的人口数量为2118人。